# Dosarul „Valiza”

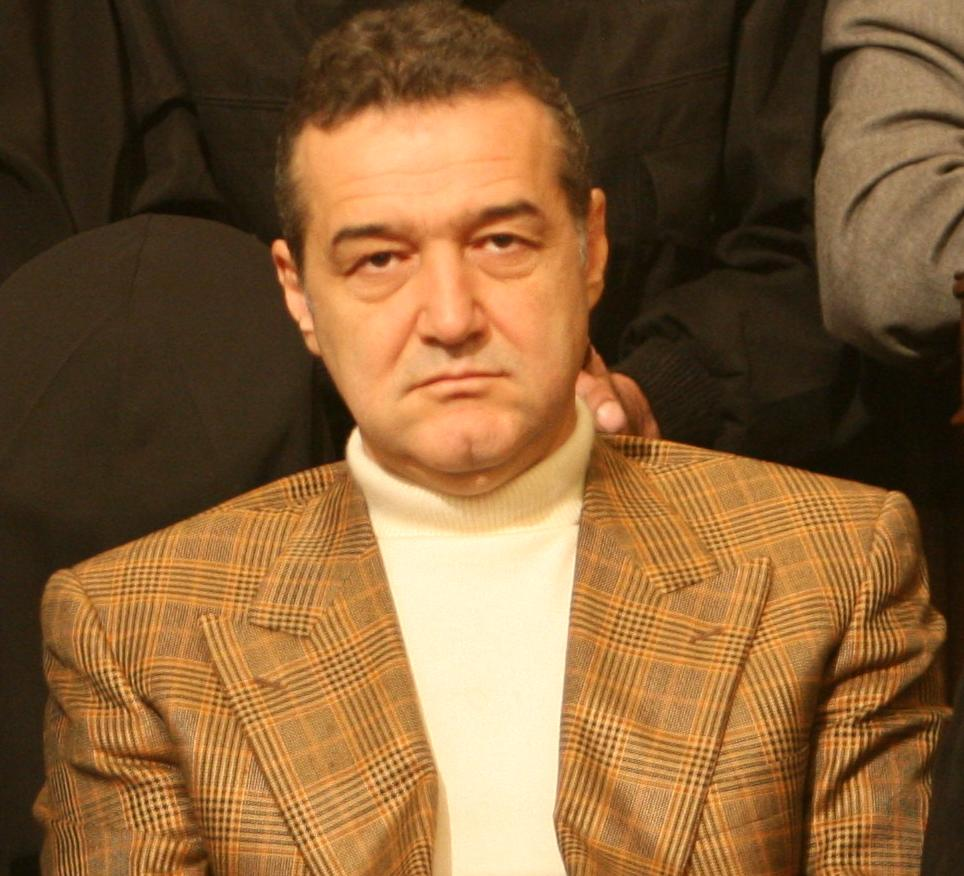
George Becali a fost condamnat definitiv la 3 ani de închisoare cu executare în Dosarul Valiza

Dosarul sau Cazul „Valiza” este un scandal de corupție din România în care George Becali ar fi oferit suma de 1,7 milioane de euro jucătorilor de la U Cluj în caz că nu pierdeau întâlnirea cu CFR Cluj. De asemenea acest caz implică o altă tentativă de premiere în 2006 a jucătorilor echipei Gloria Bistrița.
Clubul de fotbal Steaua București urma să fie anunțat la 24 iunie 2013 la ora 13:00 care va fi sentința Comisiei de Disciplină a UEFA în "Dosarul Valiza". În cele din urmă, decizia, venită cu întârziere, a fost în favoarea clubului român de fotbal: Steaua va evolua în Liga Campionilor, ediția 2014.

## Context
La 7 mai 2008, George Becali a oferit suma de 1,7 milioane de euro jucătorilor de la Universitatea Cluj - cca. 100.000 de euro pentru fiecare jucător - pentru ca aceștia să-și apere corect șansele și astfel să câștige meciul cu CFR 1907 Cluj. Acesta era ultimul meci din Liga I, dacă CFR Cluj pierdea meciul, Steaua București câștiga titlul de campioană.
Procurorii DNA au interceptat valiza cu bani într-un restaurant din Cluj unde oficiali ai Stelei așteptau rezultatul meciului pentru a da sau nu banii. Cu toate acestea, CFR a câștigat cu 1-0 și a devenit campioană a României, valiza rămânând fără destinatar.
Totuși, DNA a declanșat urmărirea penală față de Becali, Teia Sponte și alții, iar dosarul a ajuns în instanță la sfârșitul anului 2008. Primul termen a avut loc la 21 ianuarie 2009 la Curtea de Apel Cluj. În continuare, procesul a fost mutat la Înalta Curte de Casație și Justiție, ca urmare a cererii avocaților inculpaților.
Pe 4 iunie 2013, Înalta Curte de Casație și Justiție a dat sentința definitivă, condamnându-l pe George Becali la trei ani de închisoare cu executare, pentru dare de mită și pentru fals, iar pe Teia Sponte la doi ani cu suspendare și pe Victor Pițurcă la un an de închisoare cu suspendare.
Gigi Becali a primit un spor de pedeapsă de 6 luni la cei 3 ani pe care îi avea deja de executat. La aflarea veștii, aflat în boxa arestaților, Becali a trimis toată România în iad, iar la final și-a cerut scuze.
De la jumătatea lunii iulie 2014, Gigi Becali a reprimit dreptul de a ieși la muncă și s-a reîntors la Academia Gheorghe Hagi, acolo unde, împreună cu alți deținuți de la Penitenciarul Poarta Albă, lucrează opt ore pe zi.
Pe 3 aprilie 2015, Gigi Becali a fost eliberat condiționat.

## Vezi și
- Dosarul Transferurilor